# Al Garhoudbrug
De Al Garhoudbrug (Arabisch: جسر القرهود) is een brug in Dubai. De brug overspant de Khor Dubai en is een van de vijf bruggen die over deze rivier gaan. De Al Garhoudbrug werd in 1976 geopend. De brug is herbouwd in 2008.
De brug is een tolweg.

## Geschiedenis
De oude Al Garhoudbrug was de tweede brug over de Khor Dubai. De brug werd geopend in 1976. In 2007 reden er in het spitsuur per uur ongeveer 9.000 voertuigen over de brug en stonden er veel files. Daarom werd in 2008 een nieuwe brug gebouwd met een grotere capaciteit: In totaal 14 rijstroken met een capaciteit van 16.000 voertuigen per uur. De bouw van de nieuwe brug kostte 415.000.000 VAE-dirham.